# باسكال لينو
باسكال لينو (بالفرنسية: Pascal Lino)‏ مواليد 13 أغسطس 1966 في سارتروفيل، هو دراج فرنسي سابق في صنف سباق الدراجات على الطريق. سبق أن شارك في دورة الألعاب الأولمبية الصيفية.

## سجل النتائج

### سباقات أو مراحل فاز بها
- طواف فرنسا

## وصلات خارجية
- الموقع الرسمي

## روابط خارجية
- باسكال لينو على موقع أرشيف الدراجات (الإنجليزية)
- باسكال لينو على موقع إحصائيات الدراجات الإحترافية (الإنجليزية)
- باسكال لينو على موقع CycleBase (الإنجليزية)
- باسكال لينو على موقع أوليمبيديا (الإنجليزية)